# اسلاوولیوب نیکولیچ
اسلاوولیوب نیکولیچ (انگلیسی: Slavoljub Nikolić؛ زادهٔ ۳۱ ژانویهٔ ۱۹۶۰) بازیکن فوتبال سابق اهل یوگسلاوی است که در پست هافبک بازی می‌کرد.
از باشگاه‌هایی که در آن بازی کرده‌است می‌توان به باشگاه فوتبال گنگام، باشگاه فوتبال نانسی، باشگاه فوتبال کان، و باشگاه فوتبال رادنیشکی نیش اشاره کرد.
وی همچنین در تیم ملی فوتبال یوگسلاوی بازی کرده‌است.